# Cake Boss: Buddys Tortenwelt
Cake Boss: Buddys Tortenwelt (Originaltitel: Cake Boss) ist eine US-amerikanische Reality-Fernsehsendung, die seit April 2009 in den USA auf dem Sender TLC ausgestrahlt wird. Die Sendung verfolgt das Geschehen in Carlo’s Bakery, einer italoamerikanischen Bäckerei und Konditorei in Hoboken, New Jersey, die schon seit Generationen der Familie Valastro gehört. Im Mittelpunkt der Serie steht der aktuelle Leiter der Bäckerei, Buddy Valastro, der auch Namensgeber der Serie ist und wie er mit den anderen Mitarbeitern meist sehr aufwendige und detaillierte Kuchen backt.

## Hintergrund

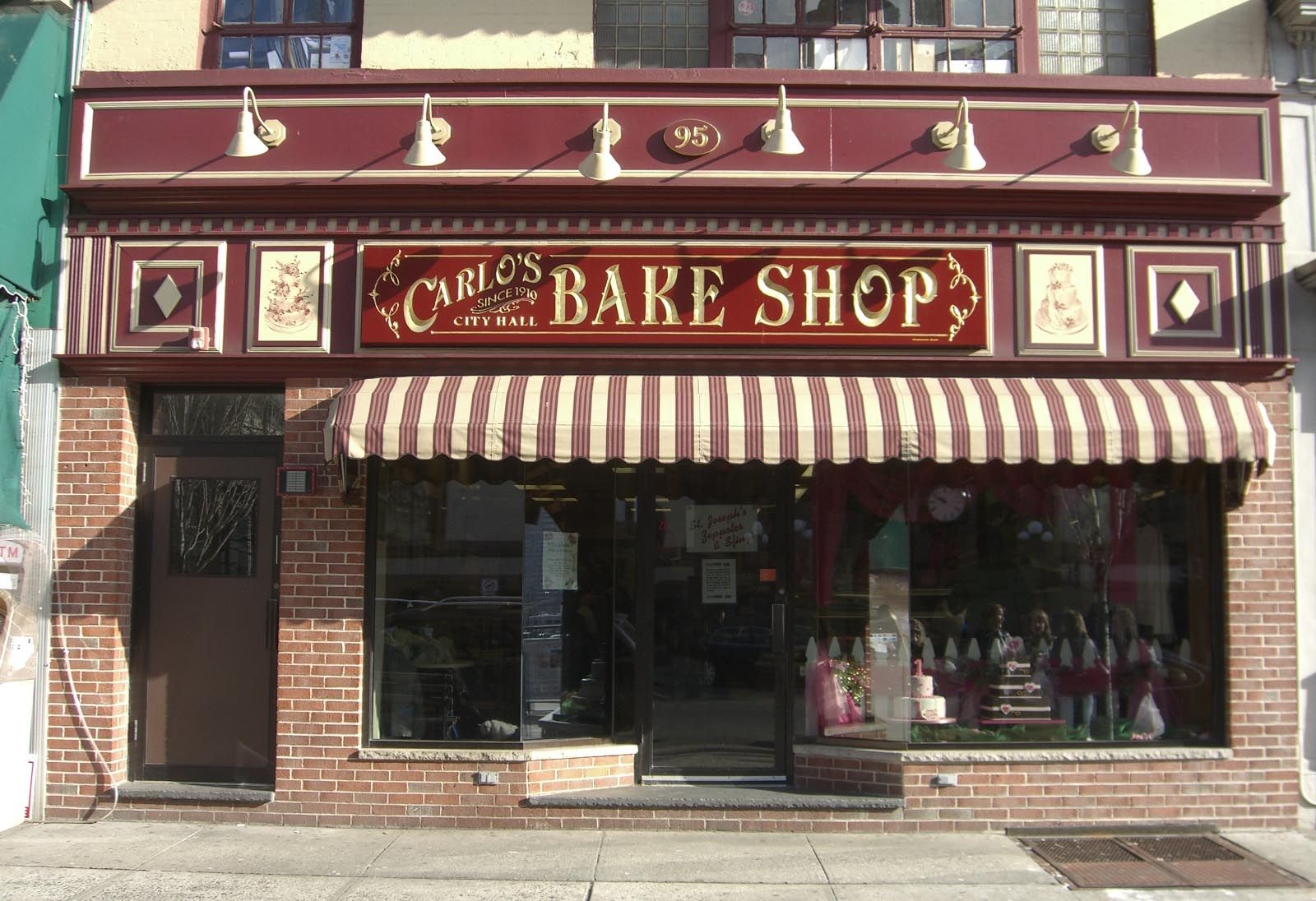
Schauplatz der Sendung in Hoboken

Die Serie umfasst inzwischen 190 Folgen, die in acht Staffeln, von denen jede auch auf DVD erhältlich ist, aufgeteilt sind. In den USA wurde die erste Folge am 1. April 2009 auf TLC ausgestrahlt. Mit dem Start des Senders TLC Deutschland im Jahr 2014 fand die deutschsprachige Erstausstrahlung der Sendung am 11. April 2014 statt. Danach lief die Serie abends. Ab Oktober 2014 wurden die Sendetermine jedoch außer am Mittwoch auf den Vormittag verschoben.